# Jacques Duclos

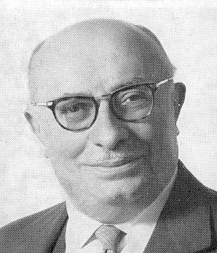
Jacques Duclos (1959)

Jacques Duclos (* 2. Oktober 1896 in Louey, Département Hautes-Pyrénées; † 25. April 1975 in Montreuil) war ein französischer kommunistischer Politiker.

## Leben
Duclos war Sohn eines Gastwirts und erlernte den Beruf des Konditors. Er kämpfte im Ersten Weltkrieg und wurde in der Schlacht um Verdun verwundet. Später geriet er am Chemin des Dames in deutsche Kriegsgefangenschaft.
Seit 1919 gehörte Duclos einer Bäckergewerkschaft an, deren Sekretär er 1925–1939 war. 1920 trat er in die neu gegründete Kommunistische Partei Frankreichs (PCF) ein, in deren Zentralkomitee er 1926 gewählt wurde.
Bei den Wahlen zur Französischen Abgeordnetenkammer 1926 siegte er in seinem Wahlkreis, dem 20. Pariser Arrondissement, gegen den Sozialisten Léon Blum; 1936 wurde er Vizepräsident der Nationalversammlung. Von der PCF wurde Duclos zu Kongressen der Komintern entsandt, ab 1935 war er Mitglied des Exekutivkomitees (EKKI). Zusammen mit Pierre Villon gründete Duclos den Front National, die politische Vertretung der Francs-tireurs et partisans (FTP), des militärischen Arms der Résistance. Er war ein Hauptorganisator des Pariser Aufstands 1944.
Bei den Präsidentschaftswahlen 1969 errang Duclos mit 21,27 % das bis heute beste Ergebnis eines kommunistischen Kandidaten bei französischen Präsidentschaftswahlen.

## Ehrungen
1971 wurde Jacques Duclos mit dem Karl-Marx-Orden der DDR ausgezeichnet.
Von 1976 bis 1992 hieß die in Berlin-Lichtenberg (damals Ost-Berlin) gelegene Möllendorffstraße (heute wieder nach dem preußischen Generalfeldmarschall Wichard von Möllendorff benannt) Jacques-Duclos-Straße.
In Cottbus-Sandow trägt seit 1976 ein Platz seinen Namen. Cottbus ist seit 1959 die Partnerstadt von Duclos' Sterbeort Montreuil.

## Werke (Auswahl)
- Batailles pour la République, 1947
- Écrits de prison, 1952
- « À l’assaut du ciel ». La Commune de Paris annonciatrice d’un monde nouveau (1961 – revue et augmentée 1974)
- L’avenir de la démocratie, Paris, Editions sociales, 1962
- Gaullisme, technographie, corporatisme, 1963
- De Napoléon III à de Gaulle, 1964
- La Première internationale, 1964
- Octobre 1917 vu de France, 1967
- Anarchistes d’hier et d’aujourd’hui, 1968
- Qui sont donc les communistes? Éditions Epi, 1971
- Mémoires, 6 tomes (7 volumes), Fayard, 1968–1973; deutsch (Auszüge): Memoiren (3 Bände, übs. von Otto Distler), Dietz, Berlin (Ost), 1973/1975
- Bakounine et Marx. Ombre et lumière, Plon, 1974
- Ce que je crois, Grasset, 1974